# Mark Beard
Mark Beard (Roehampton, 8 ottobre 1974) è un allenatore di calcio ed ex calciatore inglese, di ruolo centrocampista.

## Biografia
Suo fratello Matt è un allenatore (ha allenato principalmente nella prima divisione femminile inglese).

## Carriera

### Giocatore
Si unisce alle giovanili del Millwall nel corso della stagione 1990-1991, diventando anche capitano della formazione che in quella stagione vince la FA Youth Cup. Nel 1993 firma il suo primo contratto professionistico con il club e nel corso della stagione 1993-1994 viene fatto esordire in prima squadra: l'esordio, in particolare, avviene in una partita della seconda divisione inglese contro il Watford. Beard conclude la sua prima stagione con una rete in 18 presenze, mentre nella stagione 1994-1995 gioca con continuità ancora maggiore. Dopo 3 reti in 52 partite di campionato nell'arco di due stagioni, nell'estate del 1995 viene ceduto per 117500 sterline allo Sheffield Utd, altro club di seconda divisione. Fa il suo esordio con il nuovo club nell'agosto del 1995, subentrando dalla panchina in una partita persa per 2-0 contro il Tranmere. Tra il 1995 ed il 1997 Beard gioca complessivamente 52 partite in seconda divisione con le Blades, a cui ne aggiunge ulteriori 4 nella stagione 1997-1998, i cui primi mesi era invece stato in prestito al Southend Utd, con cui aveva giocato ulteriori 9 partite in terza divisione.
Nell'estate del 1998 si trasferisce a titolo definitivo al Southend United, nel frattempo retrocesso in quarta divisione; nel corso della stagione 1998-1999 gioca 40 partite fra tutte le competizioni ufficiali ed è uno dei giocatori col rendimento migliore tra quelli del suo club; l'anno seguente gioca ulteriori 42 partite tra tutte le competizioni ufficiali e segna la sua prima (nonché unica) rete con il club, arrivando così ad un bilancio totale di 78 presenze ed una rete in partite di campionato tra il 1998 ed il 2000. Nell'estate del 2000 scende di categoria e va a giocare in Football Conference (quinta divisione e più alto livello calcistico inglese al di fuori della Football League) con il Kingstonian; a fine stagione, dopo la retrocessione del club, fa ritorno al Southend United, con cui trascorre due stagioni in quarta divisione, per complessive 50 partite di campionato giocate. Lascia nuovamente gli Shrimps nell'estate del 2003, per far ritorno proprio al Kingstonian, con cui trascorre una stagione in Isthmian League (sesta divisione).
Nell'estate del 2004 va a giocare a Marbella nel San Pedro, club della quarta divisione spagnola, di cui è anche responsabile del settore giovanile; fa ritorno in patria il 18 settembre 2006, per giocare in quinta divisione con lo Stevenage. Pur essendo arrivato a stagione iniziata, Beard con 49 presenze fra tutte le competizioni ufficiali risulta comunque essere uno dei giocatori maggiormente impiegati nella rosa dello Stevenage, con cui peraltro vince un FA Trophy grazie al successo per 3-2 ottenuto a Wembley davanti a 53262 spettatori contro i Kidderminster. Inizia la stagione successiva con il ruolo di vice allenatore di Ritchie Hanlon al St Albans City, club di Conference South (sesta divisione), lasciando però la squadra dopo dieci partite di campionato quando Hanlon viene esonerato; torna quindi a giocare, vincendo i play-off di Isthmian League (settima divisione) con l'AFC Wimbledon. Si ritira nel 2011, all'età di 37 anni, dopo ulteriori tre stagioni trascorse con il doppio ruolo di giocatore ed allenatore in vari club semiprofessionistici.

### Allenatore
Dal 2008 al 2010 è giocatore/allenatore all'Haywards Heath Town (in undicesima divisione), mentre l'anno seguente ricopre un ruolo analogo al Tooting & Mitcham United, in settima divisione. Rimane poi nel club solamente come allenatore fino al dicembre del 2011, quando si dimette dall'incarico. Dal febbraio del 2012 al termine della stagione 2013-2014 allena nelle giovanili del Crawley Town. Tra il 2015 ed il 2017 allena il Loxwood, in Southern Combination Football League (nona divisione); in seguito, all'inizio della stagione 2017-2018 diventa allenatore della squadra Under-18 del Brighton, che guida fino al 2021. Nella stagione 2021-2022 lavora come vice allenatore allo Stockport County, che vince la quinta divisione inglese; l'anno seguente scende in sesta divisione per diventare vice allenatore del Dorking.

## Palmarès

### Giocatore

#### Competizioni giovanili
- FA Youth Cup: 1

Millwall: 1990-1991

#### Competizioni nazionali
- FA Trophy: 1

Stevenage: 2006-2007

#### Competizioni regionali
- Lanes Cup: 1

AFC Wimbledon: 2007-2008
- Southern Combination Division Three League Cup: 1

Haywards Heath Town: 2008-2009

### Allenatore

#### Competizioni regionali
- Southern Combination Division Three League Cup: 1

Haywards Heath Town: 2008-2009